# Terry Dischinger
Terry Dischinger   (Terre Haute, 21 de novembre de 1940 - Lake Oswego, 9 d'octubre de 2023) va ser un jugador de bàsquet estatunidenc de la dècada del 1960 que va jugar durant 9 temporades a l'NBA. Amb 2,01 metres d'alçada, jugava en la posició d'escorta.

## Trajectòria esportiva

### Universitat
Va jugar durant 4 temporades amb els Boilermakers de la Universitat de Purdue, fent una mitjana en les tres últimes de 28,3 punts i 13,7 rebots per partit. El 1960 va ser convocat amb la Selecció de bàsquet dels Estats Units que va guanyar l'or en les Olimpíades de Roma de 1960.

### Professional
Va ser triat en la desena posició del Draft de l'NBA del 1962 pels Chicago Zephyrs (franquícia que en l'actualitat es denomina Washington Wizards), on en la seva primera temporada va fer una mitjana de 25,5 punts i 8 rebots per partit, sent triat Rookie de l'any. Va ser la millor de les seves nou temporades com a professional. A l'any següent l'equip es va traslladar a Baltimore, i es va transformar en els Baltimore Bullets, on va mantenir unes estadístiques similars a les del primer any. va ser traspassat als Detroit Pistons, on després de jugar un any la seva carrera va ser interrompuda pel servei militar.
Al seu retorn, 3 anys més tard, la seva efectivitat va baixar, i el seu joc no va tornar a ser el mateix. Va estar 5 temporades més a Detroit, però les seves estadístiques es van veure reduïdes a poc més de 10 punts per partit. La temporada 1972-73 va fitxar pels Portland Trail Blazers, en la que seria la seva última campanya com a professional. Es va retirar amb 32 anys, després de fer una mitjana de 13,8 punts i 5,6 rebots en el total de la seva carrera.

### Entrenador
Possiblement és l'entrenador amb la carrera més curta a l'NBA, ja que la temporada 1971-72 va dirigir dos partits dels Pistons com a entrenador-jugador, perdent en tots dos.

## Estadístiques de la seva carrera a l'NBA

### Temporada regular
| Any      | Equip     | PJ  | MPP  | %TC  | %TL  | RPP | APP | PPP  |
| -------- | --------- | --- | ---- | ---- | ---- | --- | --- | ---- |
| 1962–63  | Chicago   | 57  | 40.2 | .512 | .770 | 8.0 | 3.1 | 25.5 |
| 1963–64  | Baltimore | 80  | 35.2 | .496 | .776 | 8.3 | 2.0 | 20.8 |
| 1964–65  | Detroit   | 80  | 33.7 | .493 | .755 | 6.0 | 2.5 | 18.2 |
| 1967–68  | Detroit   | 78  | 24.8 | .494 | .762 | 6.2 | 1.5 | 13.1 |
| 1968–69  | Detroit   | 75  | 19.4 | .515 | .730 | 4.3 | 1.2 | 8.8  |
| 1969–70  | Detroit   | 75  | 23.4 | .526 | .722 | 4.9 | 1.4 | 11.4 |
| 1970–71  | Detroit   | 65  | 28.5 | .535 | .763 | 5.2 | 1.7 | 11.8 |
| 1971–72  | Detroit   | 79  | 26.1 | .514 | .780 | 4.3 | 1.2 | 9.4  |
| 1972–73  | Portland  | 63  | 15.4 | .476 | .667 | 3.0 | 1.6 | 6.1  |
| Total    | Total     | 652 | 27.4 | .506 | .758 | 5.6 | 1.8 | 13.8 |
| All-Star | All-Star  | 3   | 14.7 | .467 | .833 | 2.7 | 0.7 | 6.3  |

### Playoffs
| Any   | Equip   | PJ | MPP  | %TC  | %TL  | RPP | APP | PPP |
| ----- | ------- | -- | ---- | ---- | ---- | --- | --- | --- |
| 1968  | Detroit | 6  | 25.7 | .375 | .737 | 4.8 | 1.5 | 9.3 |
| Total | Total   | 6  | 25.7 | .375 | .737 | 4.8 | 1.5 | 9.3 |